# Муніципальний театр Керкіри
Муніципальний театр Корфу (грецька: Δημοτικό Θέατρο Κέρκυρας) — головний оперний театр на Керкірі (Корфу), Греція, з 1902 по 1943 рік. Театр був наступником Благородного театра святого Якова, який став мерією Керкіри. Був знищений під час повітряного обстрілу Люфтваффе в 1943 році. Протягом своєї 41-річної історії він був одним з головних театрів і оперних театрів Греції, і сприяв мистецтву Балкан та Європи.

## Історія
Муніципальний театр був побудований для задоволення потреб зростаючої аудиторії. Рішення про його будівництво було прийнято в 1885 році, коли мером міста був Георгіос Феотокіс, а будівництво розпочалося в 1893 р. Високі витрати на будівництво затримали його відкриття до 1902 року. Архітектором був італієць Конрадо Перголесі, який розробляв плани за зразком La Scala в Мілані. Максимальна висота театру становила 39 метрів; біля парадного входу була галерея, прикрашена високими колонами тосканського ордеру. На вході були великі фіолетові колони, а його високі стіни були прикрашені фресками з відомими композиторами, створені італійськими художниками. Верхній поверх був прикрашений чотирма напівколонами коринфського ордена та фронтоном. У центрі фронтону була розташована емблема Керкіри.
Зал театру включав 64 ложі, розташовані на трьох рівнях, та галерею для широкої публіки вгорі. Перша ложа в першому ряді була зарезервована для театрального комітету. Перша ложа другого ряду був зарезервована для грецької королівської родини. Усі ложі включали газові ліхтарі. Також був проспеній, в якому розміщував оркестр. Оркестр в основному складався з місцевих жителів, і він виконував 10 опер за цикл. Оперний сезон розпочинався у вересні і закінчувався в неділю перед Жилавим понеділком.
Сценічна завіса нового театру була успадкована від його попередника Театра ді-Сан-Джакомо та була створена італійським художником. На ній було зображено сцену з Одіссеї, де Одіссея вітав король Алкіной до краю фаяків.

## Використання
Театр вважався одним з найкращих в Європі, з чудовою акустикою та багато прикрашеними інтер'єрами, що зображували давньогрецьких богів та музичну тематику, намальовану італійськими художниками. Він також функціонував як місце соціальних зборів, де високе суспільство збиралося на танці та бали. Офіційною датою його відкриття була 7 грудня 1902 р.,з оперою Вагнера Логенгрін. Кайзер Вільгельм II також відвідував вистави, відпочиваючи в своєму палаці Ахіллеон.
З 19 січня 1916 р. По 19 листопада 1918 р. Театр також був місцем зібрання парламенту Сербії у вигнанні, і там було прийнято рішення про створення нового об'єднаного Королівства Югославія. У 1923 році біженців із Малої Азії розмістили у театральних касах.
Протягом першої чверті ХХ століття в театрі було виконано багато італійських опер. Ця традиція припинилася після обстрілу італійцями Корфу в 1923 році Після обстрілу театр демонстрував грецькі опери, а також грецькі театральні вистави видатних грецьких акторів, таких як Марійка Котопулі та Пелос Кацеліс.

## Знищення
Вартість будівлі зросла до близько 1 000 000 британських золотих соверенів, а час амортизації передбачений до 1941 року. Через два роки, у ніч на 13 вересня 1943 року, театр був знищений під час повітряного обстрілу люфтваффе.
Архіви театру, включаючи історичні архіви Сан-Джакомо, усі цінні речі були знищені під час бомбардувань за винятком лише завіси сцени, якої не було в приміщенні під час бомбардувань. Серед втрат, вважається були численні рукописи твору Спірідона Ксіндаса, композитора першої опери грецькою мовою. Рештки будівлі вважалися такими, що не мають історичної чи іншої цінності, і за рішенням головного архітектора Іоанніса Колласа та інженерів-будівельників Георгіоса Лінадоса та Реноса Пайпетіса такими, що не підлягають відновленню. 31 травня 1952 року міська влада одноголосно вирішила знести театр, незважаючи на значні публічні протести та судові позови.